# Marga-Spiegel-Sekundarschule
Die Marga-Spiegel-Sekundarschule (MSS) ist eine Sekundarschule der Stadt Werne. Im Schuljahr 2023/2024 wird die Sekundarschule von 772 Schülern und etwa 80 Lehrern besucht. Namensgeberin der Schule ist die Holocaust-Überlebende Marga Spiegel, die 1943 vor einer Deportation flüchten konnte.

## Geschichte
Am Platz der Marga-Spiegel-Schule stand bis zum Jahre 2010 die 1955 eröffnete Konrad-Adenauer-Realschule. Nachdem die Realschule zu klein geworden war, wurde entschieden, ein neues Schulzentrum zu erbauen. Dieses verfolgte das Ziel, alle Schulformen in einer Schule unterzubringen.
Nachdem ein Teil der Konrad-Adenauer-Realschule abgerissen wurde, begannen die Bauarbeiten an dem neuen Schulzentrum.
Im Jahre 2012 wurde der Bau der Marga-Spiegel-Schule vollendet, und die Schule wurde zum Jahrgang 2012/2013 eröffnet.

## Standort und Architektur
Die Marga-Spiegel-Schule befindet sich in der Bahnhofstraße 1 in Werne und besitzt zwei Turnhallen, eine kleinere Turnhalle und eine große Ballspielhalle. Außerdem wurde am Äußeren des Gebäudes das Schulmotto „miteinander – voneinander – füreinander“ befestigt.

## Schulprofil
Auf der Marga-Spiegel-Schule werden die Fremdsprachen Englisch, Französisch, Spanisch und Latein unterrichtet.
Die Schule bietet außerdem eine große Zahl an Arbeitsgemeinschaften an, außerdem werden Pausenangebote für die 45 Minuten lange Mittagspause angeboten.

## Schülervertretung
Die Schülervertretung (SV) bestehend aus den jeweils aus jeder Klasse gewählten Klassensprechern. Die Leiter der SV sind die Schülersprecher. Diese vertreten die Schüler in den Schulkonferenzen, den pädagogischen Konferenzen und auch gegenüber dem Schulleiters.
Von Zeit zu Zeit finden sogenannte SV-Sitzungen statt, in diesen Sitzungen treffen sich alle Klassensprecher, und halten ein Treffen über wichtige aktuelle Themen aus dem Schulleben, die besprochen werden müssen.

## Leitung
- Hubertus Steiner (Schulleiter)[9]
- Martina Wehmeyer (Stellv. Schulleiterin)
- Rita Lefering (Didaktische Leiterin)
- Sabine Meuche (Abteilungsleiterin der Klassen 5–7)
- Daniel Schomberg (Abteilungsleiter der Klassen 8–10)